# Macrocera alpicola
Macrocera alpicola är en tvåvingeart som beskrevs av Johannes Winnertz 1863. Macrocera alpicola ingår i släktet Macrocera och familjen platthornsmyggor. Inga underarter finns listade i Catalogue of Life.